# Live (Blind Guardian)
Live è il secondo album registrato dal vivo dei Blind Guardian, pubblicato dalla Virgin Records nel 2003. È stato registrato durante il Blind Guardian World Tour del 2002/2003 a Tokyo, Stoccolma, Lichtenfels, Venezia, Düsseldorf, Milano, Firenze, Barcellona, San Sebastián, Avilés, Madrid, Granada, Valencia, Brema, Mosca, Amburgo, Berlino, Monaco di Baviera, Stoccarda.

## Formazione
- Hansi Kürsch - voce
- André Olbrich - chitarra
- Marcus Siepen - chitarra
- Thomas Stauch - batteria

### Altri musicisti
- Oliver Holzwarth - basso
- Michael Schuener - tastiere
- Alex Holzwarth - batteria

## Tracce

### CD1
1. War of Wrath (1:54)
2. Into the Storm (4:52)
3. Welcome to Dying (5:28)
4. Nightfall (6:20)
5. The Script for my Requiem (6:38)
6. Harvest of Sorrow (3:56)
7. The Soulforged (6:03)
8. Valhalla (8:12)
9. Majesty (8:19)
10. Mordred's Song (6:46)
11. Born in a Mourning Hall (5:57)

### CD2
1. Under the Ice (6:15)
2. Bright Eyes (5:26)
3. Punishment Divine (6:21)
4. The Bard's Song (In the Forest) (7:48)
5. Imaginations from the Other Side (9:40)
6. Lost in the Twilight Hall (7:09)
7. A Past and Future Secret (4:31)
8. Time Stands Still (at the Iron Hill) (5:52)
9. Journey Through the Dark (5:43)
10. Lord of the Rings (4:34)
11. Mirror Mirror (6:06)